# Piotr Cieśliński (grafik)
Piotr Cieśliński (ur. 1979) – polski grafik, ilustrator, projektant, autor okładek książek i gier. Kutnianin, obecnie mieszka w Warszawie.

## Informacje
Absolwent ASP im Władysława Strzemińskiego w Łodzi, Projektowanie Graficzne na wydziale Grafiki i Malarstwa. Autor okładek i ilustracji do książek, gier i reklam, współpracuje m.in. z wydawnictwami Mag, Prószyński i S-ka czy Fabryka Słów (w latach 2005–2007 jako art director), gdzie dokonał rewolucji w sposobie projektowania okładek do książek fantastycznych. Tworzył także okładki m.in. do magazynów Magia i Miecz, Fenix i Science Fiction, Fantasy i Horror. Po odejściu ze stanowiska w Fabryce Słów dyrektor we własnej firmie Dark Crayon założonej w 2009 roku, zajmującej się głównie projektowaniem okładek książkowych.

## Okładki książek
- seria Artefakty – klasyka autorów zagranicznych
- serie Achaja i Pomnik cesarzowej Achai – Andrzej Ziemiański
- seria Kłamca – Jakub Ćwiek
- seria Krzyżacki poker – Dariusz Spychalski
- seria Upiór południa – Maja Lidia Kossakowska
- seria Pan Lodowego Ogrodu – Jarosław Grzędowicz
- seria Ja, Inkwizytor – Jacek Piekara
- seria ... patrol – Siergiej Łukjanienko
- seria The Expanse – James S.A. Corey
- seria To, co najlepsze – Harlan Ellison
- seria Stalowe szczury – Michał Gołkowski
- seria Siewca wiatru – Maja Lidia Kosskowska
- seria Modyfikowany węgiel – Richard Morgan
- seria Frontlines – Marko Kloos
- seria Komornik – Michał Gołkowski
- seria Rzeki Londynu – Ben Aaronovitch
- seria Opowieść o Shikanoko – Lian Hearn
- seria Neil Gaiman – Neil Gaiman
- seria Śliski – Pawieł Korniew
- seria Nocarz – Magdalena Kozak
- seria Dzieła wybrane J.R.R. Tolkiena – J.R.R. Tolkien
- seria Agent JFK – Miroslav Žamboch
- seria Projekt RHO – Richard Phillips
- seria Sztejer – Robert Foryś
- seria Joe Ledger – Jonathan Maberry
- okładki książek z serii Fabryczna Zona: Ołowiany świt, Drugi brzeg, Droga donikąd (Michał Gołkowski)[5], Kompleks 7215, Stacja: Nowy Świat (Bartek Biedrzycki)
- Cienioryt – Krzysztof Piskorski
- Ziemiomorze – Ursula K. Le Guin (wydanie zbiorcze)[5][6][3]

## Projekty do gier
Cieśliński jest autorem projektów graficznych ilustracji do gry Neuroshima Hex! 3.0, oraz dodatków Nowa Era.

## Nagrody
- 1. miejsce (za Ziemiomorze) i 3. (za Cienioryt) za najlepszą okładkę w plebiscycie Fantastyka 2013[9]
- C.B. Cebulski's ChesterQuest 2008[10]
- Śląkfa – nominacja, 2015
- Śląkfa – twórca roku, 2018